# 2,4,6-トリクロロアニソール
2,4,6-トリクロロアニソール（英: 2,4,6-Trichloroanisole）は、アニソールが塩素化された有機塩素化合物の一種。TCAや2,4,6-TCAと略記される。強いカビ臭を持つ。木材防腐剤などとして使われる物質が微生物に代謝されることによって発生し、しばしばワインなどの異臭の原因となる。

## 発生
木材保存剤や殺菌剤などとして利用されているペンタクロロフェノール(PCP)は、光やカビなどの作用により2,4,6-トリクロロフェノール(2,4,6-TCP)に分解される。2,4,6-TCP自体もまた木材保存剤などとして添加される。2,4,6-TCPはストレプトマイセス属等の微生物の代謝作用によりメチル化され、2,4,6-TCAとなる。毒性の低さから2,4,6-TCPに代えて2,4,6-トリブロモフェノールが使われることがあるが、その場合にも同様に2,4,6-トリブロモアニソール(2,4,6-TBA)が発生する。
パルプの塩素漂白の際に、リグニンの分解生成物のフェノールが塩素化されて2,4,6-TCPが生じ、これが微生物により2,4,6-TCAとなる経路もある。
TCAはワインのみならず、劣化した食品やミネラルウォーター、梱包材などからも検出されており、食品の風味劣化の新たな元凶として注目されている。

## 臭気
強いカビ臭を持つ。PCPの嗅覚閾値がppm、2,4,6-TCPがppbの単位であるのに対し、2,4,6-TCAの嗅覚閾値は10ppt（1pptは一兆分の一）と、ごく低濃度でも匂いを感じる。これは、25mプール（500トン）の水に2,4,6-TCAを0.005g溶かした場合に10人中9人が匂いを感じ取ることができる程度の値である。しばしば、この物質で汚染されたコルクを使用したワインに臭気が移り、コルク臭 (cork taint) として品質劣化の要因となる。このことから、合成樹脂や金属製の栓を使うことが増えている。脂溶性であり、卵黄やパンに含ませた場合には油脂に成分が封じ込められ揮発しにくくなるため、嗅覚閾値が上がり、水やワインに溶いた場合に比べ匂いを感じにくくなる。
異性体の2,3,6-TCAおよび2,3,4,6-テトラクロロアニソールもカビ臭を持つが、嗅覚閾値はそれぞれ2ppb、1ppbと、2,4,6-TCAに比べるとやや弱い。2,4,6-TBAもppt単位のカビ臭を持つが、2,4,6-TCAの方が気化しやすく、比較的匂いが付着しやすい。
2013年、大阪大学大学院生命機能研究科・竹内裕子助教、倉橋隆教授らにより、TCAは鼻に入ると嗅細胞線毛にある匂い情報を変換するチャネルの一つであるサイクリックヌクレオチド感受性チャネル（CNGチャネル）の活性を極低濃度で抑制することが判明した。つまり、TCAはそれ自身の臭気だけでなく、嗅覚そのものを低下させることにより、混入した食品の食味の劣化をヒトに知覚させるのである。